# کاخامارکا (تولیما)
کاخامارکا (تولیما) (به اسپانیایی: Cajamarca, Tolima) یک سکونتگاه مسکونی در کلمبیا است که در بخش تولیما واقع شده‌است.